# Georges de Liechtenstein
Le prince Georges von und zu Liechtenstein, comte de Rietberg (né le 20 avril 1999), à Grabs, en Suisse, est le troisième enfant du prince héréditaire Alois de Liechtenstein et de Sophie de Bavière.

## Biographie
Georg (ou Georges) Antonius Constantin Maria von und zu Liechtenstein fait partie d'une fratrie de quatre enfants portant la qualification d'altesse sérénissime :
- le prince Joseph Wenzel Maximilian Maria (né à Londres le 24 mai 1995[1]) ;
- la princesse Marie Caroline Elisabeth Immaculata (née à Grabs le 17 octobre 1996[1]) ;
- le prince Nikolaus Sebastian Alexander Maria (né à Grabs le 6 décembre 2000).

De par les droits ancestraux dont bénéficie sa mère, la princesse Sophie de Wittelsbach, il est l'héritier en cinquième place dans l'ordre de succession jacobite au trône d'Angleterre et d'Écosse.

## Titulature
- depuis le 20 avril 2000 : Son Altesse Sérénissime le prince Georges de et à Liechtenstein, comte de Rietberg